# ألكساندر أوراها
ألكسندر مؤيد أوراها هو لاعب كرة قدم محترف، من مواليد 17 يناير 2003، يلعب كلاعب خط وسط لنادي كوينز بارك رينجرز الإنجليزي، ولد في إنجلترا ويمثل العراق دولياً.

## مهنة دولية

### العراق تحت 23 سنة
أستدعي لتمثل العراق دوليا في كأس آسيا تحت 23 عامًا في يناير 2022 لمعسكر تدريبي في أنطاليا، تركيا، استعدادًا لكأس آسيا تحت 23 عامًا 2022، لعب 6 مباريات دولية وسجل هدفين.

### العراق
بعد الاداء الجيد الذي قدمه بفريق تحت 23 عاماً، تلقى مكالمة هاتفية للمشاركة بالمنتخب الوطني الأول في نوفمبر 2022، بعد 10 أشهر ظهر بديلاً في المباراة الودية التي جمعت منتخب العراق مع منتخب المكسيك، وظهر لأول مرة في التشكيلة الأساسية ضد منتخب الإكوادور في 12 نوفمبر.

## روابط خارجية
- ألكساندر أوراها على موقع قاعدة بيانات كرة القدم.إي يو (الإنجليزية)
- ألكساندر أوراها على موقع ناشيونال فوتبول تيمز (الإنجليزية)
- ألكساندر أوراها على موقع Soccerway.com (الإنجليزية)
- ألكساندر أوراها على موقع كووورة